# 卡卢索
卡卢索（義大利語：Caluso），是意大利北部皮埃蒙特大区都靈廣域市的一个市镇。总面积39.5平方公里，总人口7,679（2010年12月31日）。

## 友好城市
- 法國布里萨克-坎塞